# Hermann Benker
Hermann Benker (* 3. Mai 1939 in Marktleuthen) ist ein deutscher Politiker der SPD.

## Leben und Beruf
Nach der Mittleren Reife absolvierte Benker, der evangelischen Glaubens ist, eine Lehre zum Schmied, die er mit der Gesellenprüfung abschloss. Nachdem er zunächst in seinem erlernten Beruf tätig gewesen war, ging er 1960 zur Bundeswehr. Zunächst als Matrose tätig, wurde er dort zum Schiffsingenieur ausgebildet und war bis 1970 an Bord als technischer Offizier tätig. Anschließend war er bis 1988 Ausbilder bei der Marine. Von 1992 bis 1995 war er Vorsitzender der Arbeiterwohlfahrt im Kreis Ostholstein. Am 14. Januar 1998 wurde ihm auf Vorschlag der schleswig-holsteinischen Landesregierung das Verdienstkreuz am Bande des Bundesverdienstkreuzes verliehen.

## Partei
Benker trat 1960 den Jungsozialisten und 1964 der SPD bei. Von 1973 bis 2005 war er Ortsvorsitzender der SPD in Neustadt in Holstein. Ab 1987 gehörte er dem Kreisvorstand im Kreis Ostholstein an. Er ist Mitglied im sicherheitspolitischen Beirat der SPD Schleswig-Holstein.

## Abgeordneter
Von 1974 bis 1998 war Benker Stadtverordneter in Neustadt in Holstein, wobei er bis 1990 auch dem Magistrat der Stadt angehörte. Von 1988 bis 1996 und vom 1. Dezember 1998, als er für Uwe Döring nachrückte bis 2005 war er Landtagsabgeordneter in Schleswig-Holstein. Er vertrat den Wahlkreis Eutin-Nord im Parlament. Von 1992 bis 1996 war er stellvertretender Vorsitzender des Wirtschaftsausschusses des Landtages.